# 投射模
在交換代數中，一個環 {\displaystyle R} 上的投射模是自由模的推廣，它有多種等價的定義；就幾何的觀點，投射模之於自由模一如向量叢之於平凡向量叢。在範疇論的語言中，投射模可以推廣為一個阿貝爾範疇中的投射對象。
投射模首見於昂利·嘉當與塞繆爾·艾倫伯格的重要著作 Homological Algebra，由此定義的投射分解是同調代數的基本概念之一。

## 定義
此節給出投射模的兩種等價定義。

### 自由模的直和項
投射模最直接的刻劃是一個自由模的直和項；換言之，一個模 {\displaystyle P} 是投射模，若且唯若存在另一個模 {\displaystyle Q} 使得 {\displaystyle F:=P\oplus Q} 是自由模。此時 {\displaystyle P} 是 {\displaystyle F} 的一個投影態射的項。

### 提昇性質
較容易操作也較符合範疇論思想的定義是利用提昇性質。模 {\displaystyle P} 是投射模，若且唯若對任何模滿射 {\displaystyle f:N\twoheadrightarrow M} 及模態射 {\displaystyle g:P\rightarrow M}，存在模態射 {\displaystyle h:P\rightarrow N} 使得 {\displaystyle f\circ h=g}（請留意：在此不要求唯一性）。用交換圖表現則更明瞭：
此定義的優勢在於它可以推廣到阿貝爾範疇，從而引至投射對象的概念，在此並不需要考慮自由對象。反轉箭頭則得到對偶概念內射模。
另一種在探討Ext函子時特別有用的表述如下：模 {\displaystyle P} 是投射模，若且唯若任何正合序列
{\displaystyle 0\longrightarrow M'\longrightarrow M\longrightarrow M''\longrightarrow 0}
都誘導出正合序列
{\displaystyle 0\longrightarrow \mathrm {Hom} (P,M')\longrightarrow \mathrm {Hom} (P,M)\longrightarrow \mathrm {Hom} (P,M'')\longrightarrow 0}
換言之，{\displaystyle \mathrm {Hom} (P,-)} 是正合函子；實則對任何模 {\displaystyle M}，函子 {\displaystyle \mathrm {Hom} (M,-)} 總是左正合的，而投射性相當於右正合性。由此立刻得到投射模的同調刻劃：{\displaystyle P} 是投射模若且唯若
{\displaystyle \forall i>0,\;\mathrm {Ext} ^{i}(P,-)=0}

## 向量叢與局部自由模
投射模理論的想法之一是向量叢的類比，對於緊豪斯多夫空間上的實值連續函數環，或緊光滑流形上的光滑函數，此類比有嚴格的表述，詳閱條目Swan 定理。
向量叢是局部自由的；只要環上有合適的局部化概念，例如對環的一個積性子集局部化，則可以定義局部自由模。對於諾特環上的有限生成模，其投射性等價於局部自由性。對於非諾特環，則存有局部自由但非投射模的例子。

## 性質
- 投射模的直和與直和項仍是投射模。
- 若 {\displaystyle e=e^{2}\in R}，則 {\displaystyle Re} 是個投射左 {\displaystyle R}-模。
- 投射模的子模不一定是投射模。使得所有投射左模的子模都是投射左模的環稱作左繼承的。
- 一個環上的全體有限生成投射模構成一個正合範疇（亦見代數K-理論）。
- 域或除環上的向量空間是自由模，因而是投射模。使所有模為投射模的環稱為半單環。
- 將阿貝爾群視為 {\displaystyle \mathbb {Z} }-模；則投射模對應於自由阿貝爾群。一般而言，此性質對主理想域也成立。
- 投射模皆為平坦模，反之不然，例如 {\displaystyle \mathbb {Q} } 是平坦 {\displaystyle \mathbb {Z} }-模，但是非投射。
- 關於「局部自由＝投射」的想法，Kaplansky 證出如下定理：局部環上的投射模皆為自由模。有限生成投射模的情形容易證明，一般情形則較困難。

## 塞爾問題
Quillen-Suslin定理是另一個深入的結果：它斷言若 {\displaystyle R} 是域或主理想域，而 {\displaystyle R[X_{1},\ldots ,X_{n}]} 是其上的多項式環，則任何投射 {\displaystyle R}-模都是自由模。
此問題在域的情形由塞爾首先提出。Bass 解決了非有限生成模的情形，Quillen 與 Suslin 則同時而獨立地處理有限生成模的情形。

## 文獻
- Serge Lang, Algebra (2002), Graduate Texts in Mathematics 211, Springer. ISBN 0-387-95385-X